# Batu Belang II
Batu Belang II is een bestuurslaag in het regentschap Ogan Komering Ulu Selatan van de provincie Zuid-Sumatra, Indonesië. Batu Belang II telt 858 inwoners (volkstelling 2010).